# Новомутин (Конотопский район)
Новому́тин (укр. Новомутин, [n̪oʋoˈmut̪ɪɲ], произношениео файле) — село,
Казацкий сельский совет,
Конотопский район,
Сумская область,
Украина.
Код КОАТУУ — 5922083803. Население по переписи 2001 года составляло 290 человек.

## Географическое положение
Село Новомутин находится на левом берегу реки Сейм,
выше по течению на расстоянии в 1,5 км расположено село Прилужье,
ниже по течению на расстоянии в 6 км расположено село Жолдаки,
на противоположном берегу — село Мутин (Кролевецкий район).
Река в этом месте извилистая, образует лиманы, старицы (Старый Сейм) и заболоченные озёра (Постолучка).
К селу примыкает большой лесной массив (дуб, осина, ясень).
Через село проходит автомобильная дорога Т-1907.

## Экономика
- ГСП «Полеское».
- ГП охотничье хозяйство «Конотопское».
- Детский оздоровительный лагерь «Зирка».

## Объекты социальной сферы
- Детский сад.
- Школа І—ІІ ст.

## Достопримечательности
- Братская могила советских воинов.